# 峯ヶ岡八幡神社
峯ヶ岡八幡神社（みねがおかはちまんじんじゃ）は、埼玉県川口市の神社。

## 歴史
伝承では二説ある。第一説は天慶年間（938年 - 947年）に源経基が創建したというもの、第二説は平安時代初期に慈覚大師円仁が創建したというものである。また古文献によれば、1221年（承久3年）に当地が鶴岡八幡宮の荘園と承認されたことから、実際には、その頃に鶴岡八幡宮の分霊を勧請して創建されたものと推測される。
当社では、神体として「僧形八幡坐像」を祀っている。これは祭神の応神天皇（八幡神）を僧侶風に神像化したものである。胎内には「弘安五年（1282年）」と記された願文が入っている。

## 文化財
- 木造僧形八幡坐像付紙本墨書造像願文等三十七点（埼玉県指定有形文化財 昭和39年3月27日指定）[3]
- 峯ヶ岡八幡神社の社叢（川口市指定天然記念物）[4]

## 交通アクセス
- 路線バス貝塚停留所より徒歩5分。
- JR京浜東北線川口駅より峯八幡宮行き路線バス乗車(八幡坂バス亭下車)徒歩1分

## 関連文献
- 「峯村 八幡社」『新編武蔵風土記稿』 巻ノ138足立郡ノ4、内務省地理局、1884年6月。NDLJP:763997/72。